# Manuel Geldes
Manuel Geldes (fl. XX secolo) è stato un calciatore cileno, di ruolo attaccante.

## Caratteristiche tecniche
Giocava come ala sinistra e destra.

## Carriera

### Club
Geldes giocò, sicuramente nel biennio 1916-1917, per il Santiago Wanderers.

### Nazionale
Debuttò con la Nazionale cilena il 21 settembre 1913; fu poi convocato nell'ambito del Campeonato Sudamericano de Football 1916, prima edizione assoluta del torneo. Durante la manifestazione giocò tutte e 3 le partite della selezione cilena. Nel 1917 fu chiamato per disputare la seconda edizione: scese in campo solo nel primo incontro con l'Uruguay, giocando da ala destra.